# Michael Aebersold

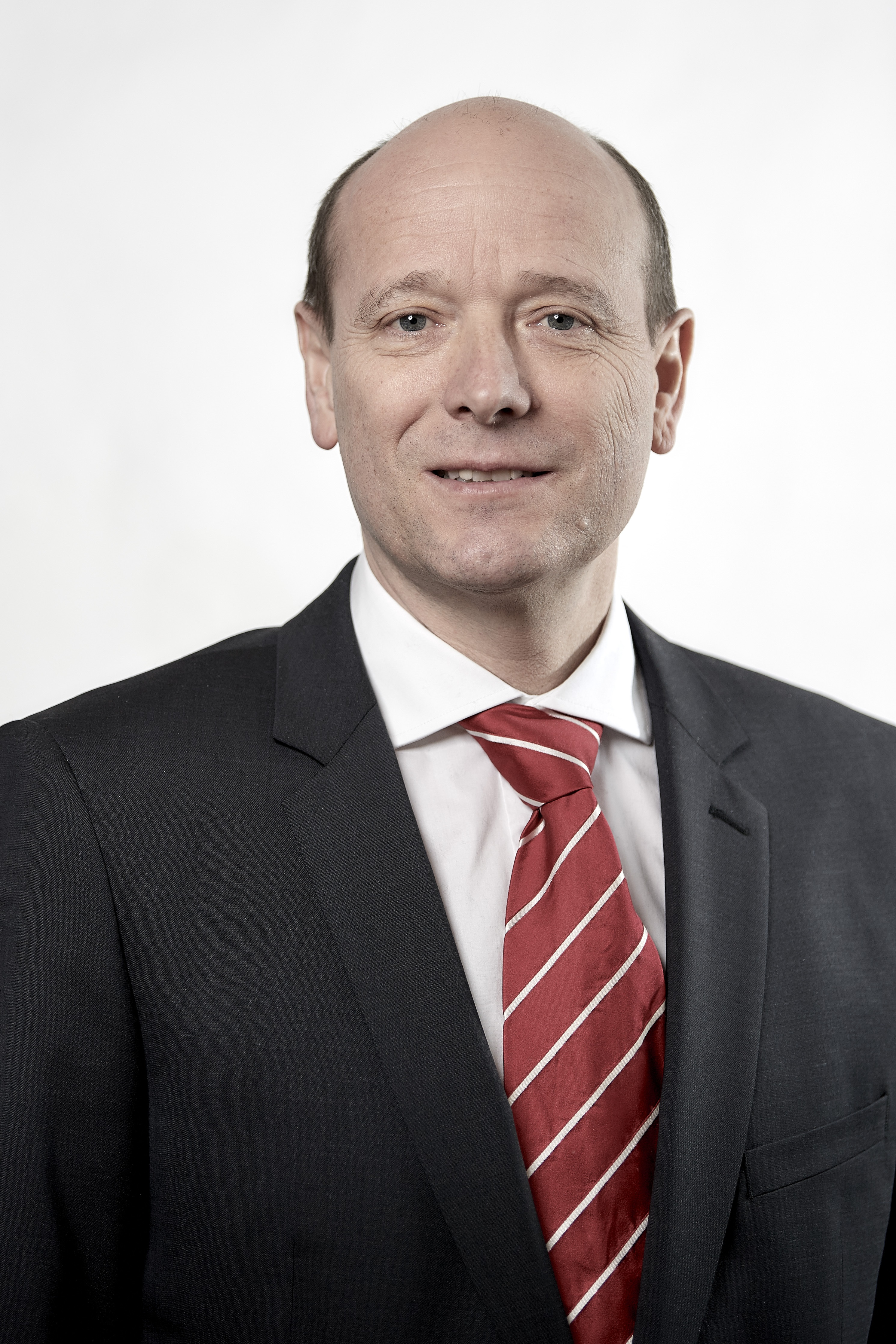
Michael Aebersold (2017)

Michael Aebersold (* 18. Januar 1962 in Bern) ist ein Schweizer Politiker (SP). Er gehörte vom 1. Januar 2017 bis zum 31. Dezember 2024 der Berner Stadtregierung an und stand der Direktion für Finanzen, Personal und Informatik vor. Zwischen 2010 und 2016 nahm er Einsitz in den Grossen Rat, dem Kantonsparlament.

## Biografie
Aebersold erlangte 1982 eine C-Matur am Gymnasium Neufeld in Bern. 1993 schloss er sein Chemiestudium an der Universität Bern mit der Dissertation zum Thema «Exchange Interactions in Transition Metal and Rare Earth Clusters: Inelastic Neutron Scattering and Optical Spectroscopy» als Dr. phil. nat. ab. 1994 folgte ein Postdoktorat an der Université de Paris Sud und am Centre des Etudes Nucléaires (CEN) in Saclay (Frankreich). Nach seiner wissenschaftlichen Ausbildung arbeitete Aebersold ab 1994 bis zu seiner Wahl als Gemeinderat im Bundesamt für Energie. Zunächst als wissenschaftlicher Mitarbeiter, ab 2006 als Leiter Sektion Entsorgung radioaktive Abfälle und seit 2011 auch als Stellvertreter des Abteilungsleiters Recht, Wasserkraft und Entsorgung.  
Aebersold ist verheiratet und hat zwei erwachsene Kinder aus erster Ehe seiner Frau. 
Sein Bruder Thomas ist derzeitiger Verwaltungsratspräsident der Migros Aare.

## Politik
Von 2001 bis 2010 vertrat Aebersold die SP im Berner Stadtrat, 2005 bis 2010 als Mitglied des Fraktionsvorstandes. Zwischen 2010 und 2016 nahm er Einsitz in den Grossen Rat, wo er ab 2012 bis zu seinem Rücktritt Präsident der SP-Juso-PSA-Fraktion war. Am 27. November 2016 wurde Aebersold in den Gemeinderat gewählt und bei den Gemeindewahlen 29. November 2020 in seinem Amt bestätigt. 2024 stellt er sich nicht mehr zur Wahl.
Der günstige Wohnbau, die Chancengleichheit von Mann und Frau sowie zeitgemässe Anstellungsbedingungen gehörten neben gesunden Stadtfinanzen zu seinen politischen Schwerpunkten als Gemeinderat. 